# Georges d'Esparbès
Thomas Auguste Esparbès dit Georges d’Esparbès, né le 24 mars 1863 à Valence d'Agen et mort le 25 juin 1944 à Saint-Germain-en-Laye, est un écrivain populaire français.
Il est le père du peintre et poète Jean d'Esparbès (1899-1968) et du journaliste, critique et auteur dramatique Robert Esparbès dit Asté d'Esparbès (1896-1952).

## Biographie
Fils d'un ancien hussard du Second Empire devenu boulanger, il fut d'abord dessinateur avant de se tourner rapidement vers la littérature.
Fréquentant assidûment Le Chat Noir et le groupe des Hirsutes, il entre, en 1888, comme feuilletoniste à Gil Blas auquel il fournit des nouvelles d’inspiration militaire surtout consacrées au Premier Empire et à l’épopée napoléonienne exaltant l’héroïsme du soldat français. Ses nouvelles sont qualifiées de poèmes en prose. Il devient le chantre du Grognard.
Il est l'ami de Léon Bloy, qu'il fait entrer au Gil Blas, de Jean Moréas et de Laurent Tailhade.
À partir de 1892, il collabore régulièrement à La Plume.
Maurice Barrès donne en 1900 une préface à son Le Roi. Poème épique.
En mai 1905, il est nommé conservateur du château de Fontainebleau, fonction qu'il conservera jusqu'à son départ à la retraite en mai 1930.
À la déclaration de guerre, en 1914, il voulut s'engager, sans succès.
Plusieurs de ses œuvres seront portées à l'écran comme La Légende de l’Aigle en 1911 par Victorin Jasset et Émile Chautard ou Les Demi-solde, qui sera adapté plusieurs fois, d'abord en 1922 par Bernard-Deschamps et Julien Duvivier sous le titre L'Agonie des aigles, puis en 1933 par Roger Richebé sur un scénario de Marcel Pagnol avec Pierre Renoir.
En 1923, Georges d’Esparbès  écrit le scénario du film de Julien Duvivier Credo ou la Tragédie de Lourdes.

## Distinctions
- Chevalier de la Légion d'Honneur au titre du ministre de l'Instruction publique (décret du 20 janvier 1899[2]). Parrain : le poète et romancier Edmond Haraucourt.
- Officier de la Légion d'Honneur au titre du ministre de l'Instruction publique (décret du 13 janvier 1926). Parrain : le général Henri Gouraud, gouverneur militaire de Paris.
- 1re classe d’honneur de la Légion étrangère à l’âge de 73 ans.

## Hommages
- Pierre Méjanel, Le Curé de Sézanne, pastel, 1,27 x 1,57 m, évoquant un épisode de l'ouvrage Légendes de l'Aigle de Georges d'Esparbès, exposée au Salon de 1898 et achetée par l'État en 1898, déposé à la mairie de Châlons-en-Champagne, puis transféré au musée de la ville.

## Œuvres
Romans historiques
- 1893 : La Légende de l’Aigle, poème épique en vingt contes, Paris, E. Dentu éditeur (réédité en 1901, 1924 et 1999)
- 1894 : Les Yeux clairs, couverture de Georges Auriol, Paris, E Dentu éditeur
- 1896 : La Guerre en dentelles, poème épique en vingt contes, Paris, E. Dentu éditeur (réédité en 1910, 1924 et 1999)
- 1898 : Les Derniers lys, Paris, E. Dentu éditeur
- 1898 : Le Régiment, Paris, Borel éditeur
- 1899 : Les Demi-solde, poème épique, Paris, Ernest Flammarion éditeur (réédité en 1910 et 1916)
- 1900 : Le Roi, poème épique, préface de Maurice Barrès, Paris, Ernest Flammarion éditeur
- 1901 : La Légion étrangère, Paris, Ernest Flammarion éditeur
- 1905 : La Guerre en sabots, Paris, Ernest Flammarion éditeur
- 1905 : La Soldate, roman, Paris, Ernest Flammarion éditeur
- 1909 : Le Vent du boulet, Paris, éditions du Monde illustré
- 1905 : Le Tumulte, chant républicain, Paris, Paul Ollendorf
- 1900 : Le Briseur de fers. Invasion du général Humbert en Irlande, chant bardique, Paris, P. Lafitte éditeur (réédité en 1908 et 1911)
- 1908 : L' Épopée du Sacre, Paris, A. Méricant éditeur
- 1912 : Les Mystères de la Légion étrangère, illustrations de Maurice Mahut, Paris, Ernest Flammarion éditeur
- 1917 : Ceux de l'An 14 ! Yser, Artois, Champagne, Argonne, Verdun, Paris, Ernest Flammarion éditeur (réédité en 1919)
- 1918 : La Grogne, Paris, la Renaissance du Livre
- 1919 : Les Victorieux, 1918, Paris, Paul Ollendorf éditeur
- 1927 : La Folie de l'épée, poème épique, Paris, éditions Albin Michel
- 1934 : Rocroy, victoire du Cid, nouvelle, compositions de Georges Scott, Paris, imprimerie de L'Illustration
- 1943 : L'Agonie des aigles, illustrations de Maurice Toussaint, Paris, éditions Colbert

Préfaces
- 1897 : Jeanne d'Arc, épisode de l'histoire de France, illustrations d'André des Gachons, Orléans, H. Herluison éditeur
- 1899 : Les Chansons de la Fleur de lys de Théodore Botrel, Paris, éditions Fortin
- 1903 : 1417-1450. La Normandie délivrée. Formigny, d'Adrien Paimblant du Rouil, Bayeux, imprimerie de Saint-Ange Duvant
- 1908 : André le meunier. L'enfance laborieuse, de Gustave Fraipont, Paris, H. Laurens éditeur
- 1918 : Le Vautour de Prusse, d'Albert Robida, Paris, Georges Bertrand éditeur
- 1930 : Un soldat de l'Empereur. Jean Chevalier, paysan berrichon et chasseur à cheval, de Pierre Chauveau, Paris, Firmin-Didot & Cie éditeurs
- 1943 : Lui, l'Empereur, d'Honoré de Balzac, illustrations de Jo Merry, Paris, éditions des Gémeaux

Théâtre
- 1897 : Roland à Roncevaux, pièce du théâtre d’ombres, musique de Charles de Sivry, au Chat Noir
- 1909 : C'est la paix !, pièce en 1 acte, en vers
- 1913 : Olivier de Gourcuff. La Paix, comédie en 1 acte, en vers, Nantes, imprimerie de Nantes-Mondain
- 1920 : Monsieur de Mirliflor, fantaisie en 1 acte, Paris, la Renaissance du Livre